# Caleta de Fuste
Caleta de Fuste è una località turistica di Fuerteventura, appartenente al comune di Antigua in Spagna.
Il suo nome significa “baia del peschereccio”, ed è conosciuto come El Castillo, grazie alla torre di difesa che si affaccia sul porto.
Questa località, a pochi km dall’aeroporto di Fuerteventura e Puerto del Rosario è rinomata per i suoi campi da golf con una vista panoramica sull'oceano.
La città è molto ben collegata con tutte le altre località e le attrazioni turistiche di Fuerteventura, attraverso i bus ed i taxi.

## Punti di interesse
Alcuni delle attrazioni più importante di Caleta de Fuste sono:
- El Castillo un castello che è stato costruito nel XVIII secolo per difendere questa parte dell’isola contro gli attacchi frequenti di pirati

- La Torre de San Buenaventura, che fa parte dei luoghi di interesse culturale nazionale dell’isola di Fuerteventura. Questa torre, un esempio di architettura militare, è costituita in pietra nera, in forma circolare e molto robusta. Si tratta di un tipo di torre genovese, alta circa 12 m, con due piani e l’accesso alla fortezza è tramite una scala di pietra

- Salinas del Carmen, le uniche saline a Fuerteventura ancora in funzione con una superficie di circa 26.000 metri quadrati

- Il Museo del Sale, integrato tra le saline, che comprendono il magazzino di sale, la casa salina e i resti della vecchia barca

- Puerto Castillo, un porto sportivo di Caleta de Fuste, con 110 ombreggiamenti, pronto ad ospitare barche fino a 16 metri di lunghezza.

- I Campi da golf, i più grandi di tutta l’isola, si trovano all’interno del Sheraton Fuerteventura Golf Resort, un ambiente di 1.500.000 metri quadrati, dove si intrecciano palme, vegetazioni e laghi